# Соколовка (Каменец-Подольский район)
Соколовка (укр. Соколівка) — село в Каменец-Подольском районе Хмельницкой области Украины.
Население по переписи 2001 года составляло 51 человек. Почтовый индекс — 32653. Телефонный код — 3847. Занимает площадь 0,284 км². Код КОАТУУ — 6823388503.

## Местный совет
32654, Хмельницкая область, Новоушицкий р-н, с. Пилипы-Хребтиевские